# Žajdela
Žajdela je priimek več znanih Slovencev:
- Aleš Žajdela (1963 - 2010), bančnik
- Anton Žajdela (*1924), zdravnik patolog in citopatolog
- France Žajdela (1920—2008), zdravnik onkolog
- Ivo Žajdela (*1960), zgodovinar in publicist
- Janko Žajdela (*1921), zdravnik onkolog
- Veronika K. Žajdela, (por. Kostanjevec) radijska voditeljica, novinarka, TV-igralka
- Zvone (Franjo Zvonimir) Žajdela (1934—2018), maksilofacialni kirurg